# Rabdophaga marginemtorquens
Rabdophaga marginemtorquens är en tvåvingeart som först beskrevs av Bremi 1847.  Rabdophaga marginemtorquens ingår i släktet Rabdophaga och familjen gallmyggor. Inga underarter finns listade i Catalogue of Life.